# Iwaniwka (rejon biłozerski)
Iwaniwka (ukr. Іванівка) – wieś na południu Ukrainy, w obwodzie chersońskim, w rejonie biłozerskim. Położona na prawym brzegu Dniepru. Miejscowość liczy 725 mieszkańców.

## Historia
Miejscowość założona w XIX wieku.